# Eparchie mcchetská a tbiliská
Eparchie Mccheta a Tbilisi je jedna z eparchií Gruzínské pravoslavné církve.

## Území a titul biskupa
Zahrnuje správní hranice území města Tbilisi, Mccheta a části Mcchetské municipality (kromě Cilkani, Muchrani a Saguramo).
Eparchiálnímu biskupovi náleží titul arcibiskup mcchetský a tbiliský.

## Historie
Eparchie byla centrem křesťanství v Gruzii od starověku. Vliv eparchie na život gruzínské církve byl obrovský, v některých dokumentech je církev nazývána jako trůn Mcchety či církev Mcchety.
Ve druhé poloviny 5. století, za vlády Vachtanga I. Gorgasali, bylo v Gruzii mnoho biskupů, a eparcha Mcchety byl proto titulován jako arcibiskup. Poté byl zřízen titul Katolikos patriarcha celé Gruzie.
Po zrušení autokefality gruzínské církve se eparchie stala součástí Gruzínského exarchátu Ruské pravoslavné církve.
V září 1917 došlo k obnovení autokefality a zřízení mcchetské eparchie a tbiliské eparchie. Dne 20. července 1920 byly eparchie sjednoceny a eparchiálním biskupem se stal Katolikos patriarcha celé Gruzie.

## Seznam arcibiskupů (od 1917)
- 1917–1918 Kirion II. svatořečený
- 1918–1921 Leonid
- 1921–1927 Ambrosi svatořečený
- 1927–1932 Kryštof III.
- 1932–1952 Kallistrat svatořečený
- 1952–1960 Melchisedek III.
- 1960–1972 Efrem II.
- 1972–1977 David V.
- od 1977 Ilia II.